# فيضانات عمرانية

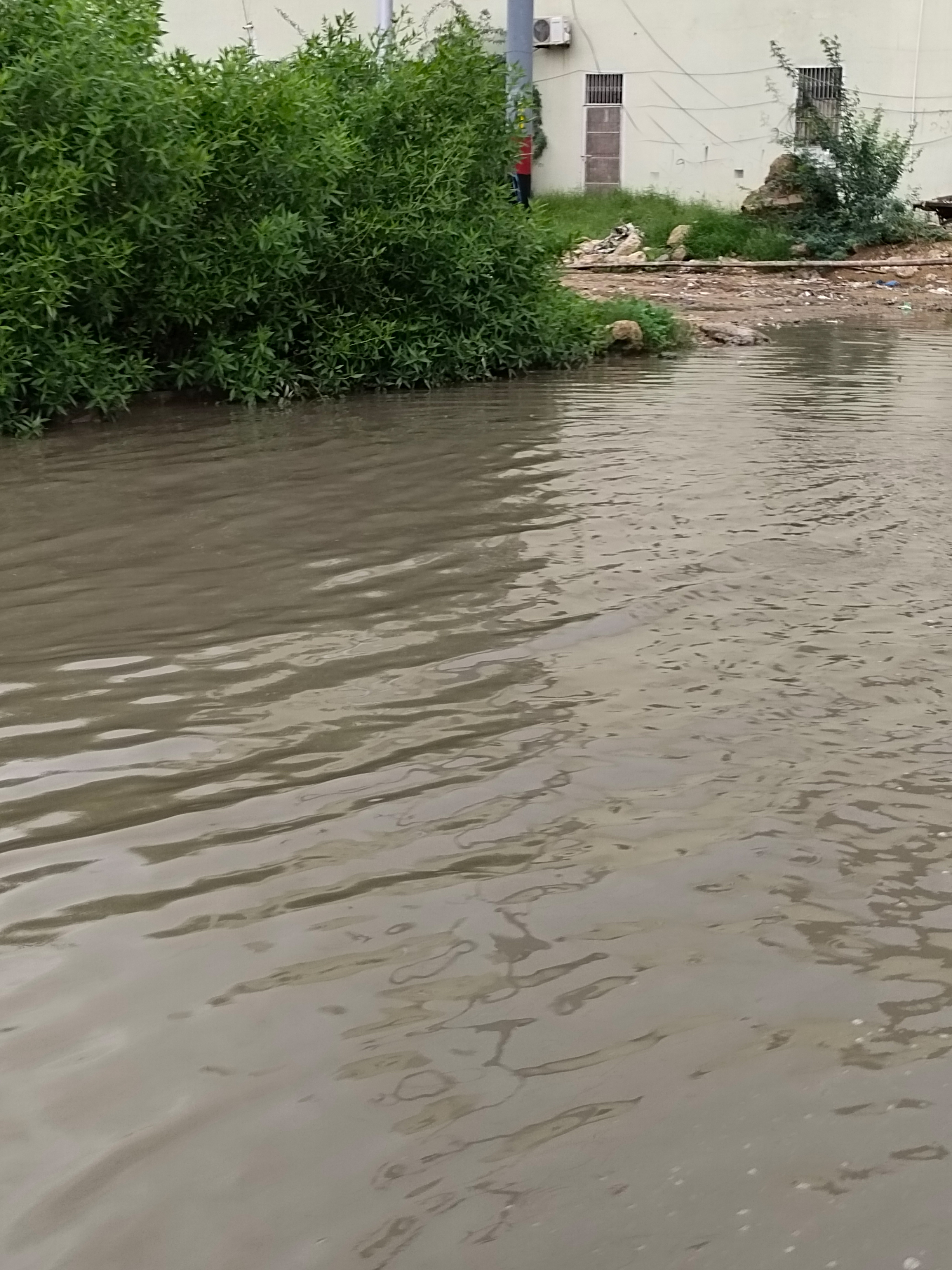
صورة تظهر طريقاً في كراتشي غمرته مياه الأمطار.

الفيضانات العمرانية هي انغمار الأراضي أو الممتلكات في بيئة حضرية بالمياه، ولا سيما في المناطق حيث تكثر الكثافة السكانية، وتنجم عن هطول الأمطار التي تتجاوز كميتها سعة أنظمة الصرف الصحي، كخزانات التجميع. على الرغم من حدوث الفيضانات العمرانية أحيانًا بسبب ظواهر كالفيضانات المفاجئة أو ذوبان الجليد، تُعتبر حالة تتميز بتأثيراتها المتكررة والمنهجية على المجتمعات، إلا أنها قد تحدث سواء كانت المناطق المتضررة موجودة داخل سهول فيضية معينة أو بالقرب من أي مسطح مائي. فضلًا عن التدفق المحتمل للأنهار والبحيرات، قد تتجمع مياه ذوبان الجليد أو مياه الأمطار أو المياه الفائضة من الأنابيب التالفة في الممتلكات والطرق العامة، أو تتسرب عبر جدران المنشآت وأراضيها، أو تتسرب إلى المباني عبر أنابيب الصرف الصحي والمراحيض والأحواض.
قد تتفاقم آثار الفيضانات في المناطق العمرانية بسبب الشوارع والطرق المعبدة، ما يزيد من سرعة تدفق المياه. تمنع الأسطح غير النفاذة الأمطار من التسرب إلى الأرض، ما يتسبب في ارتفاع مستوى الجريان السطحي الذي قد يتجاوز سعة أنظمة الصرف المحلية.
يشكل تدفق الفيضانات في المناطق العمرانية مصدر خطر على السكان والبنية التحتية. من الأمثلة على بعض الكوارث التي حدثت مؤخرًا فيضانات نيم (فرنسا) في عام 1998 وفايسون لا رومان (فرنسا) في عام 1992، وفيضانات نيو أورلينز (الولايات المتحدة الأمريكية) في عام 2005، والفيضانات في روكهامبتون وبوندابيرغ وبريسبان خلال صيف 2010-2011 في كوينزلاند (أستراليا). على الرغم من حدوث الفيضانات لقرون عديدة، أُجريت دراسة مؤخرًا على تدفقات الفيضانات في البيئات العمرانية. أشارت بعض الأبحاث الأخيرة إلى معايير الإجلاء الآمن التي يجب على الأفراد اتباعها في المناطق التي تغمرها الفيضانات.

## خلفية
تنطوي الفيضانات على أنواع متعددة، بما في ذلك المطير (الفيضانات الناجمة عن الأمطار الغزيرة)، والفيضانات النهرية (الناجمة عن فيضان نهر على ضفافه)، والفيضانات الساحلية (التي غالبًا ما تسببها عرام العواصف). تُخلف أنواع الفيضانات العمرانية العديد من الآثار ويتطلب تخفيف حدتها اتباع استراتيجيات مختلفة.

### الصلات بتغير المناخ
يُتوقع ازدياد وتيرة العديد من الأسباب الشائعة التي تؤدي إلى حدوث الفيضانات العمرانية، بما في ذلك هبوب العواصف وهطول الأمطار الغزيرة وفيضان الأنهار، مع اشتداد حدة تغير المناخ وتسببه في ارتفاع مستويات سطح المحيطات والأنهار. من المتوقع أن يؤدي عدم انتظام أنماط هطول الأمطار إلى زيادة تكرار الفيضانات السطحية وشدتها (على شكل كميات غزيرة من الأمطار في المناطق العمرانية لا يمكن لأنظمة الصرف الحالية والأسطح النفاذة استيعابها على نحو صحيح) والفيضانات النهرية (على شكل هطول غزير للأمطار على النهر والتي قد تؤدي إلى حدوث فيضانات وجريان فيضي، إما في مكان حدوثها أو باتجاه مجرى النهر على طول مساره). من المتوقع كذلك زيادة وتيرة أحداث العواصف وشدتها، بما في ذلك الأعاصير وغيرها من أنواع الأعاصير الاستوائية، ما يزيد من خطر هبوب العواصف واحتمال هطول الأمطار الغزيرة وزيادة الأضرار المصاحبة للفيضانات التي تُقدر بنحو 54 مليار دولار سنويًا. علاوة على ذلك، ونظرًا للتوزيع الجغرافي للمناطق العمرانية النامية، من المتوقع أن تزداد مساحة الأراضي التي يُحتمل تعرضها للفيضانات المصاحبة لتغير المناخ.

### دراسات حالة
تُعتبر نيو أورلينز أحد من أكثر المناطق العمرانية المعروفة بتعرضها لخطر الفيضانات. يُعزى ذلك إلى موقعها الساحلي وارتفاعها المنخفض، ولذلك، فإنها عرضة للفيضانات التي تسببها العواصف المدارية، بما في ذلك الأعاصير والأعاصير الاستوائية، وهي معرضة للتغيرات التي تطرأ على مستوى سطح البحر أو تكرار حدوث العواصف. في عام 2005، تسبب إعصار كاترينا بأكثر من 1800 حالة وفاة وأضرار تُقدر بنحو 170 مليار دولار. بعد إعصار كاترينا، أُنشئت مرافق حماية إضافية من الفيضانات مع وضع تغير المناخ في الاعتبار، وأثبتت هذه المرافق فعاليتها في الحد من الأضرار الناجمة عن الظواهر الجوية المتطرفة اللاحقة، كإعصار إيدا.
خلال صيف عام 2021، تسبب إعصارا هنري وإيدا بحدوث فيضانات هائلة في العديد من المدن على طول الساحل الشرقي للولايات المتحدة. شهدت مدينة نيويورك هطول الأمطار بمستويات قياسية، ما دفع الكثيرين إلى التساؤل عما إذا كان ينبغي للمدينة اتخاذ إجراءات إضافية للحماية من الفيضانات تحسبًا لحدوث الفيضانات المحتملة مستقبلًا. في سبتمبر 2021، أصدر مكتب رئاسة بلدية مدينة نيويورك خطة جديدة لمواجهة هطول الأمطار.

## الآثار
تُعتبر آثار الفيضانات العمرانية التي تودي بالحياة البشرية وتضر بالممتلكات الأكثر تأثيرًا. في عام 2020، تسببت الفيضانات في وفاة نحو 6000 شخص وأضرار بلغت 51.3 مليار دولار عالميًا.
تُخلف الفيضانات العمرانية كذلك آثارًا على الخدمات العامة الحيوية، بما في ذلك أنظمة النقل العام. قد يتفاقم الازدحام المروري بسبب أحداث الفيضانات العمرانية، ما يؤثر على سهولة الوصول إلى وسائل النقل، فضلًا عن قدرة خدمات الطوارئ على العمل بفعالية.
يمكن للفيضانات العمرانية كذلك أن تؤدي إلى حدوث مشكلات طويلة الأمد في سلسلة التوريد، ما قد يؤدي إلى حدوث حالات انقطاع كبيرة في توافر السلع والخدمات، فضلًا عن الخسائر المالية للشركات.

### آثار اقتصادية
تُخلف الفيضانات العمرانية آثارًا اقتصادية كبيرة. في الولايات المتحدة، يقدر خبراء الصناعة أنه قد تنخفض قيم العقارات بنسبة تتراوح بين 10% و25% بسبب رطوبة الأدوار السفلية في المنازل والتي تُعد أحد الأسباب الرئيسية التي تمنع شراء منزل. وفقًا للوكالة الفيدرالية الأمريكية لإدارة الطوارئ، يتوقف نحو 40% من الشركات الصغيرة عن العمل بعد كارثة الفيضانات. في المملكة المتحدة، تقدر تكلفة الفيضانات العمرانية بنحو 270 مليون جنيه إسترليني سنويًا في إنجلترا وويلز، علاوة على تعرّض 80,000 منزل للخطر.
كشفت دراسة أجريت على مقاطعة كوك بولاية إلينوي عن مطالبات تأمين ضد أضرار الممتلكات بلغ عددها 177,000 وجرى تقديمها عبر 96% من الرموز البريدية للمقاطعة على مدى الفترة 2007-2011، أي ما يعادل مطالبة واحدة من كل ستة عقارات في المقاطعة. بلغ متوسط المدفوعات لكل مطالبة 3,733 دولارًا لجميع أنواع المطالبات، وبلغ إجمالي مدفوعات المطالبات 660 مليون دولار على مدى الأعوام الخمسة.
على الرغم من تضافر العديد من الجهود للحد من هذه المشكلات، يفتقر الكثير من المجتمعات إلى الأموال اللازمة وغالبًا ما تسعى للحصول على الأموال في أماكن أخرى. لا تفي العديد من مستجمعات المياه الموجودة في مقاطعة لوس أنجلوس، كاليفورنيا بمعايير جودة المياه الخاصة بالولاية، على الرغم من إنفاق 100 مليون دولار سنويًا على برامج تنقية المياه للحد من بعض المسائل كالجريان السطحي في المناطق العمرانية. لمكافحة هذه المشكلة، استحدث المسؤولون تدبيرًا من شأنه تقييم الرسوم لأصحاب المنازل والشركات المحلية في محاولة لجمع 290 مليون دولار لإدارة الجريان السطحي العمراني بفعالية.

## نمذجة
غالبًا ما تجري عملية نمذجة الفيضانات بطريقة محلية جدًا، إذ تُنشأ نماذج هيدرولوجية لكل بلدة على حدة وتتضمن تفاصيل عن المباني والبنية التحتية والغطاء النباتي واستخدام الأراضي ونظم الصرف. قد تكون هذه النمذجة المحلية مفيدة للغاية، ولا سيما عند اقترانها بالبيانات التاريخية، في التنبؤ بالمواقع الأكثر تأثرًا أثناء حدوث الفيضانات (كالشوارع أو التقاطعات) وقد تكون مفيدة كذلك في تصميم أنظمة تخفيف فعالة خاصة بالاحتياجات المحلية.
على الرغم من حدوث الفيضانات لقرون عديدة، خضعت تدفقات الفيضانات في البيئات العمرانية لفحص مؤخر نسبيًا. أشار بعض الباحثين إلى تأثير التخزين في المناطق العمرانية. استقصى العديد من الدراسات أنماط التدفق وإعادة التوزيع في الشوارع أثناء أحداث العواصف والآثار المترتبة على نمذجة الفيضانات. أشارت بعض الأبحاث الأخيرة إلى معايير الإجلاء الآمن التي يجب على الأفراد اتباعها في المناطق التي تغمرها الفيضانات.
أظهرت بعض الدراسات الميدانية الأخيرة خلال فيضانات كوينزلاند 2010-2011 أنه لا يمكن لأي معيار يعتمد فقط على سرعة التدفق أو عمق المياه أو الزخم المحدد أن يفسر المخاطر الناجمة عن تقلبات السرعة وعمق المياه. تتجاهل هذه الاعتبارات كذلك المخاطر المرتبطة بالحطام الكبير الناجم عن حركة التدفق.
على صعيد آخر، غالبًا ما تجري نمذجة التأثيرات المناخية من منظور عالمي «من أعلى إلى أسفل». في حين أن هذه النماذج قد تكون مفيدة في التنبؤ بالآثار العالمية للاحتباس الحراري وفي زيادة الوعي حول التأثيرات الشاملة له، غالبًا ما تقتصر تحليلاتها المكانية على نطاق يمتد إلى 25 كم أو أكثر، ما يجعلها أقل فائدة للمخططين المحليين الذين يسعون إلى تخفيف وطأة آثار تغير المناخ على نطاق كل شارع على حدة.
يدعو البعض إلى دمج النمذجة الهيدرولوجية المحلية بالنمذجة المناخية على نطاق أشمل، مجادلين بأن ذلك يحقق فوائد كلا عمليتي النمذجة في آن واحد ويُمكّن من إجراء نمذجة الفيضانات الناشئة عن تغير المناخ بطريقة تسمح للمخططين بتصميم استراتيجيات محددة للتخفيف من حدتها على الصعيد المحلي.